# 藤村宏幸
藤村 宏幸（ふじむら ひろゆき、1932年12月5日-  ）は、日本の経営者、工学博士。荏原製作所社長を務めた。

## 来歴・人物
広島県出身。1955年に大阪大学工学部溶接工学科を卒業し、同年に荏原製作所に入社。1982年7月に取締役に就任し、1986年に常務を経て、1988年6月には社長に就任。1996年6月に会長に就任し、2004年4月には名誉会長に退いた。
1992年11月に藍綬褒章を受章した。